# Krajina pěstování agáve a stará zařízení k výrobě tequily
Krajina pěstování agáve a stará zařízení k výrobě tequily je název jedné z mexických lokalit zapsaných na seznamu kulturního dědictví UNESCO. Do seznamu byla zapsána v roce 2006. Nachází se v mexickém státě Jalisco přibližně 50 km západně od města Guadalajara.
Území chráněné UNESCEM má rozlohu 34 658 ha, rozprostírá se mezi vulkánem Tequila na jihu a hlubokým údolí řeky Río Grande de Santiago na severu. Nachází se zde velké množství polí, na kterých je pěstována sukulentní rostlina agáve modré (latinsky agave tequilana). Tradice pěstování agáve a výroby různých alkoholických nápojů je v této oblasti stará již přibližně 2000 let. Od 16. století se z agáve vyrábí i celosvětově známý alkoholický nápoj tequila. V této kulturní krajině poseté agávovými poli stojí i historické stavby (palírny) ke zpracování rostlin a výrobě tequily. Největší a nejvýznamnější pálenice jsou ve městech Tequila, Arenal a Amatitán.

## Fotogalerie

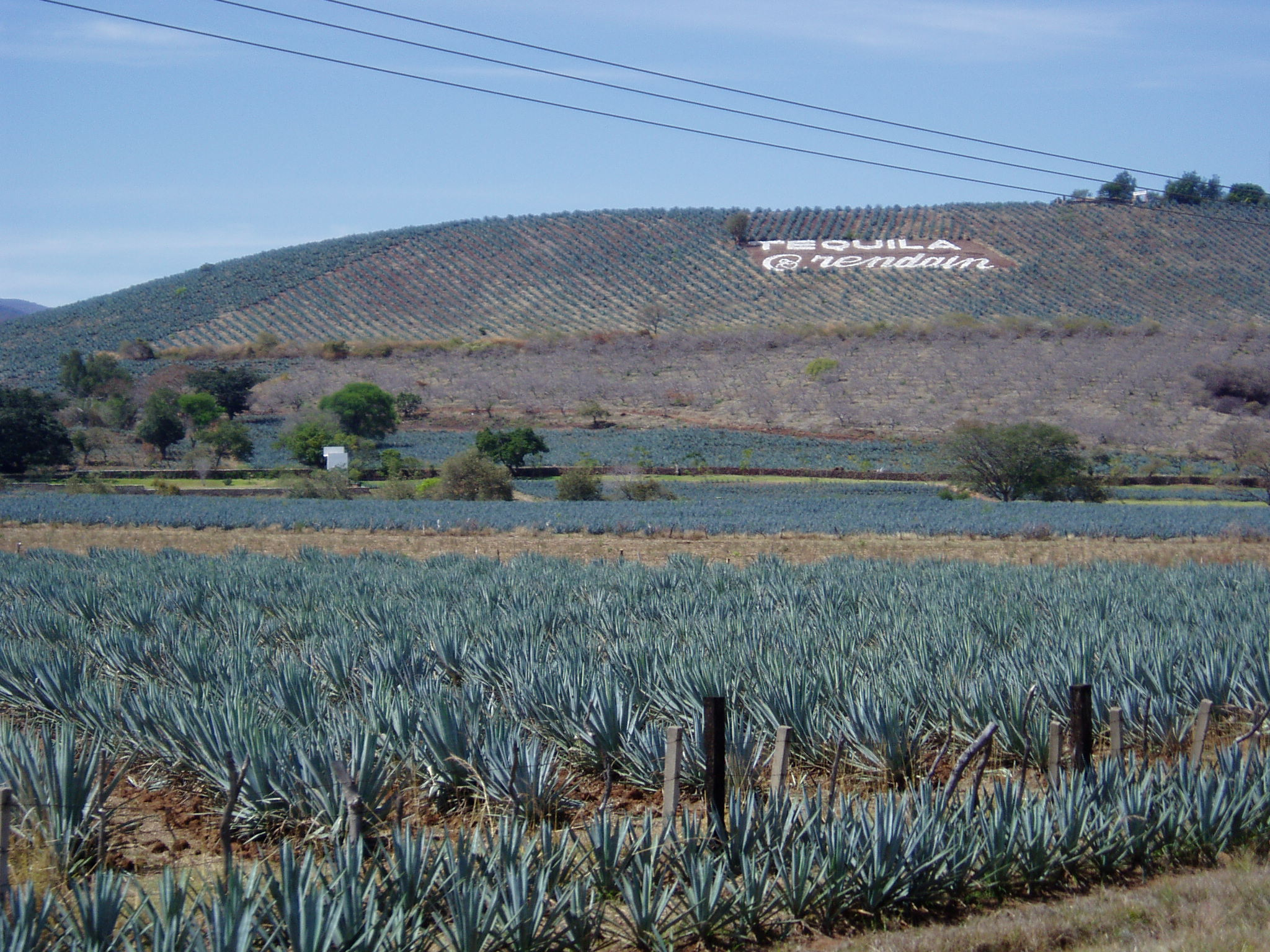
krajina agávových polí
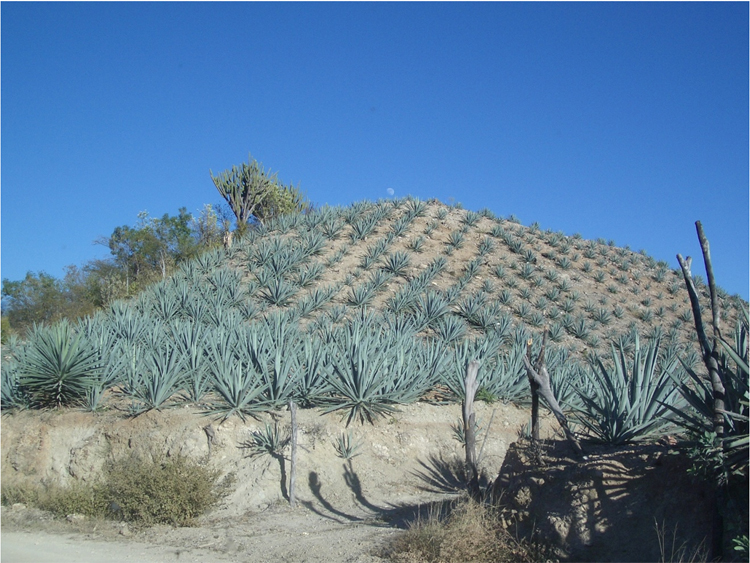
porosty rostliny agáve
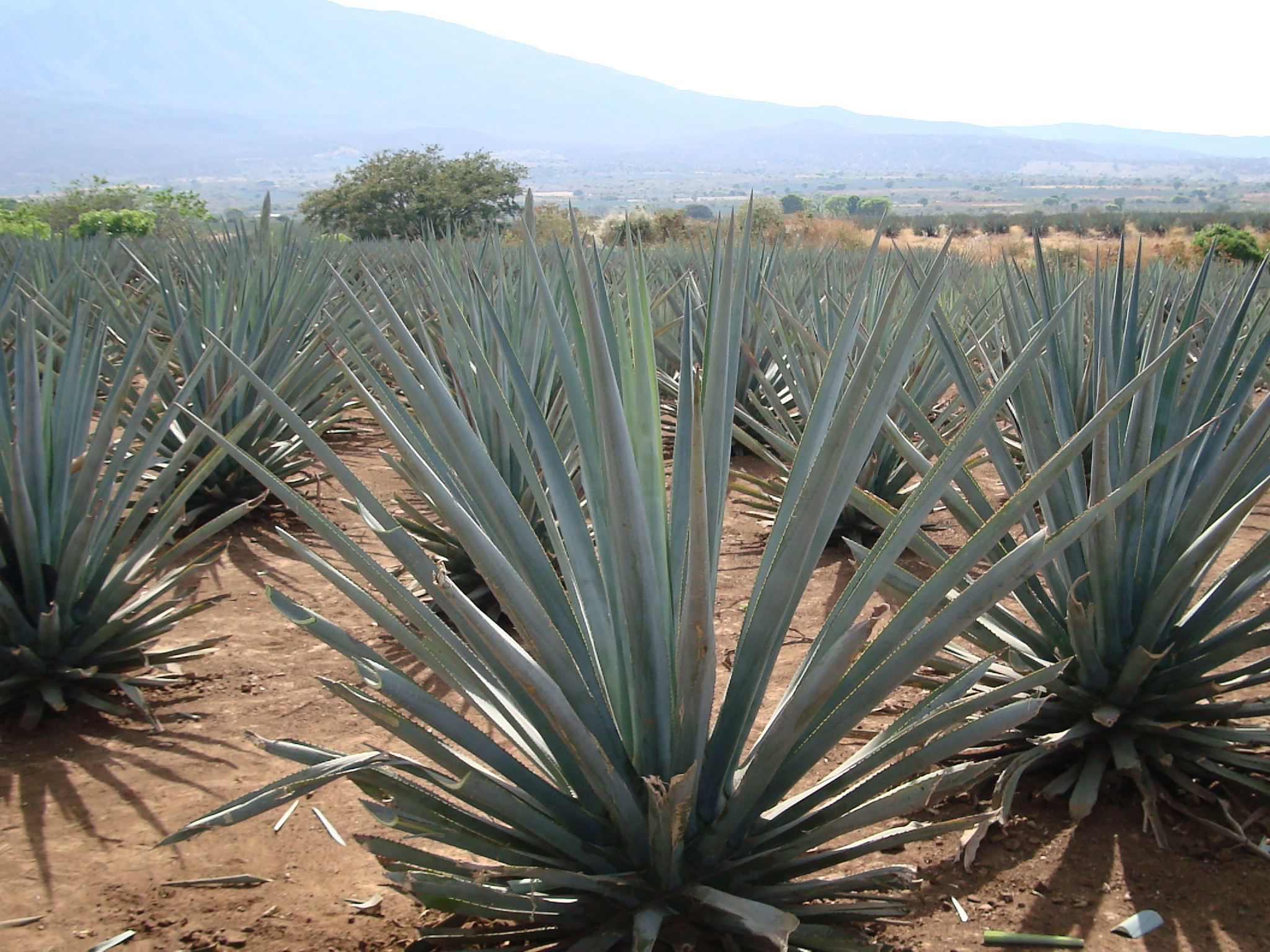
agávové pole
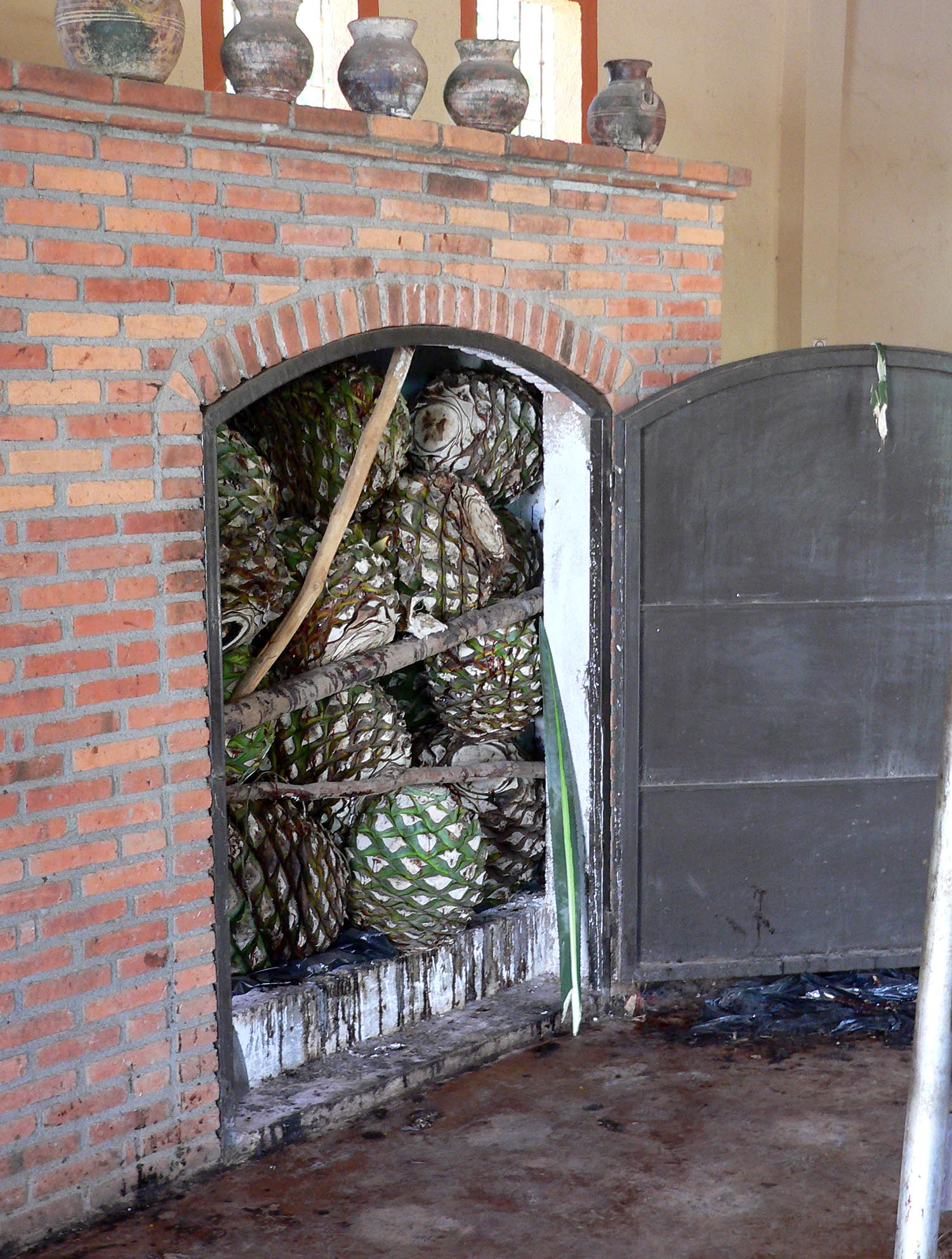
palírna tequily